# Et mourir de plaisir (film, 1960)
Pour les articles homonymes, voir Et mourir de plaisir.
Pour plus de détails, voir Fiche technique et Distribution.
Et mourir de plaisir (Il sangue e la rosa) est un film franco-italien réalisé par Roger Vadim et sorti en 1960. 

## Synopsis
Carmilla et son cousin Leopoldo Karnstein, derniers descendants d’une lignée de réputation maudite (suspectée de vampirisme), habitent une riche demeure de la campagne romaine. La venue de Georgia, la fiancée de Leopoldo, provoque un comportement singulier chez Carmilla. Elle paraît s’identifier chaque jour davantage à son ancêtre Millarka, dont elle est la copie conforme du portrait qui trône à la place d’honneur de la résidence. Lors de la soirée costumée donnée en l’honneur des fiançailles, et à la surprise générale, Carmilla apparaît dans la même robe blanche que porte Millarka sur le tableau. La tombe de celle-ci est d’ailleurs la seule à avoir échappé à la profanation perpétrée autrefois par les villageois : la dépouille de Millarka n’a pas eu le cœur transpercé d'un pieu comme le reste de ses ancêtres…

## Fiche technique
- Titre original : Et mourir de plaisir
- Titre complet d'origine : Et mourir de plaisir (Le Sang et la Rose)
- Titre italien : Il sangue e la rosa
- Réalisation : Roger Vadim
- Scénario : Roger Vadim, Roger Vailland, Claude Brulé et Claude Martin d’après la nouvelle de Sheridan Le Fanu, Carmilla (1871)
- Assistants  réalisation : Jacques Poitrenaud et Alberto Cardone
- Dialogues : Roger Vadim, Roger Vailland, Claude Brulé, Claude Martin
- Décors : Jean André, Robert Guisgand
- Costumes : Marcel Escoffier
- Maquillages : Amato Garbini (it)
- Photographie : Claude Renoir
- Son : Roger Biart, Julien Coutellier
- Montage : Victoria Mercanton, Maurizio Lucidi
- Musique : Jean Prodromidès
- Production : Raymond Eger
- Sociétés de production : Documento Film (Italie), Films EGE (France)
- Société de distribution : Paramount Pictures (Belgique, États-Unis, France)
- Pays d’origine :  France,  Italie
- Langue originale : français
- Format : 35 mm — couleur par Technicolor et noir et blanc — 2.35:1 Technirama — son monophonique (Western Electric Sound)
- Genre : film d'épouvante, film fantastique, drame
- Durée : 85 minutes
- Date de sortie : France 14 septembre 1960
- (fr) Classification CNC : tous publics (visa d'exploitation no 22448 délivré le 13 septembre 1960)

## Distribution
- Annette Vadim : Carmilla/Millarka von Karstein[1]
- Mel Ferrer (VF : lui-même) : Leopoldo von Karstein
- Elsa Martinelli : Georgia Monteverdi
- Marc Allégret : le président Monteverdi
- R.J. Chauffard : le docteur Velari
- Alberto Bonucci : Carlo Ruggieri
- Serge Marquand : Giuseppe
- Gabriella Farinon (en) : Lisa
- Edith Arlène Peters-Catalano : la cuisinière
- Nathalie Lefaurie : Marie
- Carmilla Stroyberg : Martha
- Renato Speziali : Guido Naldi
- Giovanni Di Benedetto : le commissaire
- Roger Vadim (non crédité) : le passager de l'avion Caravelle qui écoute l'histoire de Velari

## Production

### Tournage
- Période de prises de vue : 1959-1960.
- Intérieurs : studios Cinecittà (Rome).
- Extérieurs : Rome et région du Latium (Italie).

### Bande Originale
Parue initialement en super 45 tours d'une durée de 12 min 30 s (EP Fontana Records réf. 460.713), la BO du film composée par Jean Prodromidès a été rééditée sur CD en 2010 en complément de programme à celle de Danton du même compositeur (Disques Cinémusique). Cette compilation comprend en outre la musique des Amitiés particulières. Les BO de Et Mourir de plaisir et celle de Danton sont à présent proposées en téléchargement.

## Thèmes et contexte
(mai 2024).
Transposée de nos jours dans la splendide campagne romaine, cette adaptation de la nouvelle de Le Fanu en a gardé toute sa langueur et son faste gothique. Il ne faut pas s’attendre à être pris de terreur, mais plutôt à se laisser aller au rythme d’une narration lente et onirique, accompagnée par l’envoûtante et majestueuse musique de Jean Prodromidès (notamment un solo de harpe) et richement illustrée par la photo flamboyante de Claude Renoir. Ce dernier a effectué un travail original en incrustant de rouge sang les cauchemars noirs et blancs vampiriques. Aucune séquence gore dans ce film, mais des rapprochements troubles entre les héroïnes de Vadim, retranscrivant, dans son style, la prédilection de Carmilla-Millarka pour des proies féminines. Resteront gravées les images de ces roses rouges qui se fanent tour à tour entre les mains des belles et langoureuses Carmilla (Annette Vadim) et Georgia (Elsa Martinelli) ou bien encore leurs apparitions depuis des flaques d’eau plombées ou dans les chambres hantées de leurs cauchemars.